# Satz von der stetigen Abbildung
Der Satz von der stetigen Abbildung (engl.: Continuous Mapping Theorem CMT) ist ein Satz der Wahrscheinlichkeitstheorie, welcher besagt, dass stetige Funktionen auch dann gegen das Bild des Grenzwertes einer Folge konvergieren, wenn es sich um eine Folge von Zufallsvariablen handelt. Nach der Definition von Heine ist eine stetige Funktion eine Abbildung, welche konvergente Folgen auf konvergente Folgen abbildet ({\displaystyle x_{n}\rightarrow x\Rightarrow f(x_{n})\rightarrow f(x)}).  Im Satz von der stetigen Abbildung ersetzen wir die Folge {\displaystyle (x_{n})} durch eine Folge von Zufallsvariablen {\displaystyle (X_{n})} und betrachten wahrscheinlichkeitstheoretische Konvergenz.
Dieser Satz wurde zuerst von Henry Mann und Abraham Wald 1943 bewiesen und heißt daher auch Mann-Wald-Theorem.

## Aussage
Seien {\displaystyle {\mathcal {X}},{\mathcal {Y}}} metrische Räume, {\displaystyle (X_{n})_{n=1}^{\infty },X} Zufallsvariablen mit Werten in {\displaystyle {\mathcal {X}}} und {\displaystyle f:{\mathcal {X}}\rightarrow {\mathcal {Y}}} eine Abbildung, die {\displaystyle \mathbb {P} _{X}}-fast sicher stetig ist, wobei {\displaystyle \mathbb {P} _{X}} die Verteilung von {\displaystyle X} ist. Dann gilt
{\displaystyle X_{n}{\overset {\mathcal {D}}{\rightarrow }}X\Rightarrow f(X_{n}){\overset {\mathcal {D}}{\rightarrow }}f(X)},
{\displaystyle X_{n}{\overset {\mathcal {p}}{\rightarrow }}X\Rightarrow f(X_{n}){\overset {\mathcal {p}}{\rightarrow }}f(X)},
{\displaystyle X_{n}{\overset {f.s}{\rightarrow }}X\Rightarrow f(X_{n}){\overset {f.s.}{\rightarrow }}f(X)},
wobei wir Konvergenz in Verteilung, in Wahrscheinlichkeit und fast sichere Konvergenz betrachten.